# Laski Wielkie (Varmie-Mazurie)
Pour les articles homonymes, voir Laski Wielkie.
Laski Wielkie est un village polonais de la gmina d'Kalinowo, dans le powiat d'Ełk, voïvodie de Varmie-Mazurie, au nord-est du pays.